# Rekord
Rekord je najboljši dosežek v določeni disciplini, običajno v športu. Glede na regijo in dogodke lahko imamo svetovni rekord, državni rekord, olimpijski rekord, rekord svetovnih prvenstev...
Izven športnih panog se lahko rekorde postavlja praktično v čemer koli, taki rekordi so zbrani v Guinnessovi knjigi rekordov.